# Panama na Letnich Igrzyskach Olimpijskich 1988
Panamę na Letnich Igrzyskach Olimpijskich 1988 reprezentowało sześciu zawodników. Był to 10. start reprezentacji Panamy na Letnich Igrzyskach Olimpijskich.

## Skład kadry

### Pływanie
Mężczyźni
- Manuel Gutiérrez

100 metrów st. klasycznym - 49. miejsce
200 metrów st. klasycznym - 40. miejsce

### Podnoszenie ciężarów
Mężczyźni
- José Díaz - waga kogucia - 19. miejsce
- Tómas Rodríguez - waga lekka - 15. miejsce

### Zapasy
Mężczyźni
- Ramón Meña

waga kogucia, styl klasyczny - niesklasyfikowany
waga kogucia, styl wolny - niesklasyfikowany
- Herminio Hidalgo

waga lekka, styl klasyczny - niesklasyfikowany
waga lekka, styl wolny - niesklasyfikowany
- Arturo Oporta - waga piórkowa, styl wolny - niesklasyfikowany